# Scambus
Scambus is een geslacht van insecten uit de orde vliesvleugeligen (Hymenoptera) en de familie Ichneumonidae.

## Soorten
- S. alpestrator Aubert, 1966
- S. atrocoxalis (Ashmead, 1902)
- S. brevicornis (Gravenhorst, 1829)
- S. buolianae (Hartig, 1838)
- S. calobatus (Gravenhorst, 1829)
- S. capitator Aubert, 1965
- S. carpocapsae (Ashmead, 1904)
- S. cincticarpus (Kriechbaumer, 1895)
- S. elegans (Woldstedt, 1877)
- S. eucosmidarum (Perkins, 1957)
- S. foliae (Cushman, 1938)
- S. gallicerator Kasparyan, 1974
- S. inanis (Schrank, 1802)
- S. monticola Roman, 1938
- S. nigricans (Thomson, 1877)
- S. nigromarginatus (Perez, 1895)
- S. planatus (Hartig, 1838)
- S. pomorum (Ratzeburg, 1848)
- S. rufator Aubert, 1964
- S. sagax (Hartig, 1838)
- S. signatus (Pfeffer, 1913)
- S. strobilorum (Ratzeburg, 1848)
- S. sudeticus (Glowacki, 1967)
- S. tenthredinum (Goeze, 1776)
- S. vesicarius (Ratzeburg, 1844)
- S. xylostei (Vallot, 1836)